# Audio Adrenaline
Audio Adrenaline é uma banda de rock cristão, formada em 1989, no Kentucky Christian College em Grayson, Kentucky, Estados Unidos.  Junto com DC Talk e Newsboys, eles se tornaram rapidamente uma das bandas de pop rock Cristão de maior sucesso dos anos 90. Eles são mais conhecidos pelo seu hit de 1993, "Big House", e são a atração principal no festival anual Creation Festival.

## História

### O início
A banda foi formada sob o nome de "A-180" por Mark Stuart, Barry Blair e Will McGinnis. (Em 2005, Stuart e McGinnis são os únicos membros da banda original.) Os três, juntos com Ron Gibson e o irmão de Mark, David, se tornaram uma banda local popular — convidada pela escola quase todo fim de semana.
A grande chance da banda só viria na forma de Bob Herdman. Bob entrou na banda com duas canções que tinha escrito, "My God" e "DC-10". Depois de "My God" ter sido gravada—sob o nome que Herdman tinha criado, "Audio Adrenaline"—ela foi enviada para as estações de rádio e tornou-se famosa rapidamente. A Forefront Records decidiu oferecer um contrato de gravação para A-180 mas, mudou o nome deles para Audio Adrenaline. Bob juntou-se a banda e David deixou-a para cuidar de sua família.

### Os anos 1990
Seu primeiro álbum sob a vanguarda, o auto intitulado Audio Adrenaline, foi distribuído em 1992. O álbum seguinte, Don't Censor Me, saiu no ano seguinte. Em 1996, seu terceiro álbum, Bloom, foi gravado. Este marcou o álbum final da banda com Barry Blair como guitarrista.
Como Blair saiu, Audio Adrenaline precisava de um novo guitarrista. Tyler Burkum se juntou à banda a tempo para gravar o álbum de 1997, Some Kind of Zombie. Dois anos depois, entrou na banda um novo baterista — Ben Cissell — e um novo álbum gravado em estúdio, Underdog. Underdog se tornou o álbum de maior sucesso de crítica do Audio Adrenaline.

### Os anos 2000
Audio Adrenaline recebeu o novo milênio gravando um álbum de maiores hits, Hit Parade, em 2001. No inverno do mesmo ano, eles liberaram um novo álbum de estúdio, Lift. Entre o lançamento dos dois álbuns, Bob Herdman saiu da banda para se tornar presidente de uma gravadora, Flicker Records, a qual fundou junto com com Stuart e McGinnis. Em 2003, a banda lançou seu nono álbum, Worldwide. Este álbum foi uma tentativa de enfatizar seu estilo de ministério e amor pelas missões — um álbum mais voltado para o Canto congregacional. O projeto da banda "Hands and Feet Project" e a turnê "The Go Show" também serviram para encorajar o trabalho missionário. Worldwide, assim como Lift, não teve um sentido do rock tradicional como seus álbuns anteriores, mais por causa do foco na canção orientada para a adoração.
Em 30 de Agosto de 2005, a banda lança seu décimo álbum, intitulado Until My Heart Caves In.
Em 2007, a banda anunciou o encerramento de suas atividades devido os problemas de saúde do vocalista Mark Stuart com sua voz.
Entre os desempenhos mais notáveis da Audio Adrenaline estão duas de suas canções mais populares, "Big House" e "Hands and Feet", e um dueto com The O.C. Supertones, "Blitz", do álbum Some Kind of Zombie.

### Retorno da banda - atualmente
Em 2012, Audio Adrenaline anuncia seu retorno com uma nova formação, desta vez, com o renomado cantor Kevin Max (ex-dc Talk) nos vocais.
Em março de 2013, a banda lança o álbum Kings & Queens, primeiro trabalho inédito do grupo desde Until My Heart Caves In (2005).

### Saída de Kevin Max e entrada deAdam agee
No dia 4 de junho de 2014 a banda anunciou a saída de Kevin Max e a entrada de Adam agee (ex Stellar Kart) nos vocais.

## Membros atuais
- Josh Engles: cantor
- Will McGinniss: cantor, baixo
- Dave Ghazarian: guitarra
- Jason Walker: cantor, teclado
- Jared Byers: bateria

### Membros fundadores
- Bob Herdman: teclado, guitarra
- Barry Blair: guitarra, cantor
- David Stuart: teclado, cantor
- Ryan Flynn: baixo

### Ex-membros
- Brian Hayes
- Jason Walker
- Dave Ghazarian
- Mark Stuart
- Tyler Burkum
- Ben Cissell
- Brian Whitman
- Bob Herdman
- Barry Blair
- David Stuart
- Phil Vaughan
- Jonathan Schneck
- Ron Gibson
- Kevin Max

## Discografia

### Fitas (A-180)
- You Turn, 1989 (Landmark Recording Studio)
- Reaper's Train, 1990 (Landmark Recording Studio)

### Álbuns
- Audio Adrenaline, 1992
- Don't Censor Me, 1993
- Bloom, 1996
- Some Kind of Zombie, 1997
- Underdog, 1999
- Lift, 2001
- Worldwide, 2003
- Until My Heart Caves In, 2005
- Kings & Queens, 2013
- Sound Of The Saints, 2015

### Ao vivo
- Live Bootleg, 1995 (ForeFront)
- Live From Hawaii: The Farewell Concert, 2007 (ForeFront)

### Compilações
- Hit Parade, 2001 (ForeFront)
- Adios: The Greatest Hits, 2006 (ForeFront)